# Жи (Верхняя Сона)
Жи (фр. Gy) — коммуна во Франции, находится в регионе Франш-Конте. Департамент — Верхняя Сона. Административный центр кантона Жи. Округ коммуны — Везуль.
Код INSEE коммуны — 70282.

## География
Коммуна расположена приблизительно в 310 км к юго-востоку от Парижа, в 25 км северо-западнее Безансона, в 36 км к юго-западу от Везуля.

## Население
Население коммуны на 2010 год составляло 1048 человек.
| 1962 | 1968 | 1975 | 1982 | 1990 | 1999 | 2010 |
| ---- | ---- | ---- | ---- | ---- | ---- | ---- |
| 987  | 936  | 966  | 950  | 943  | 1018 | 1048 |

## Экономика
В 2010 году среди 629 человек трудоспособного возраста (15—64 лет) 464 были экономически активными, 165 — неактивными (показатель активности — 73,8 %, в 1999 году было 68,1 %). Из 464 активных жителей работали 434 человека (230 мужчин и 204 женщины), безработными было 30 (13 мужчин и 17 женщин). Среди 165 неактивных 37 человек были учениками или студентами, 72 — пенсионерами, 56 были неактивными по другим причинам.

## Достопримечательности
- Церковь Св. Симфориана (1768 год). Исторический памятник с 1950 года[3]
- Замок Жи (XV век). Исторический памятник с 1922 года[4]
- Здание мэрии (1844—1848 года). Исторический памятник с 1975 года[5]
- Большой фонтан (1830 год). Исторический памятник с 2001 года[6]
- Дом XV века. Исторический памятник с 1991 года[7]
- Общественная прачечная (1899 год). Исторический памятник с 2001 года[8]

## Фотогалерея

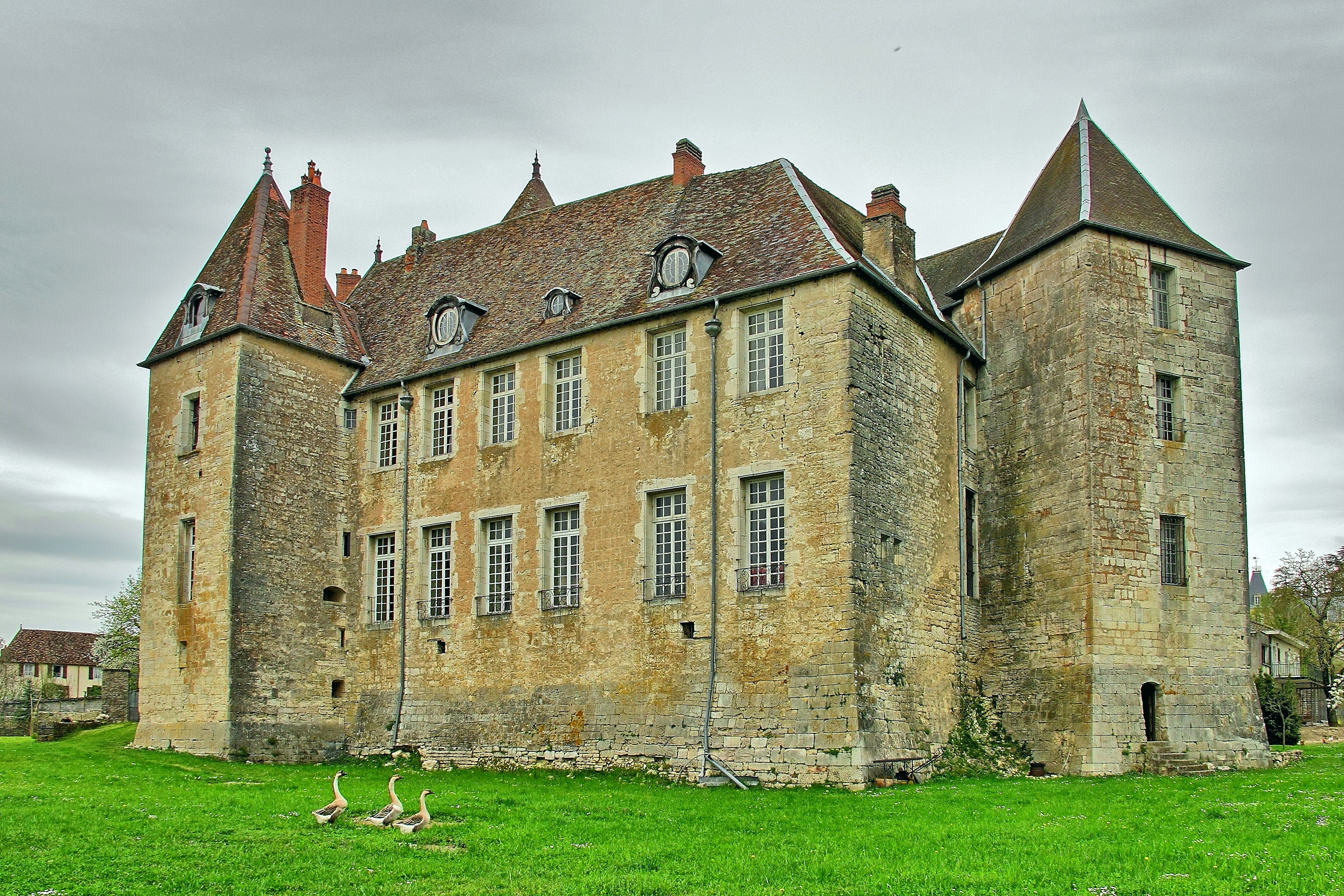
Замок Жи
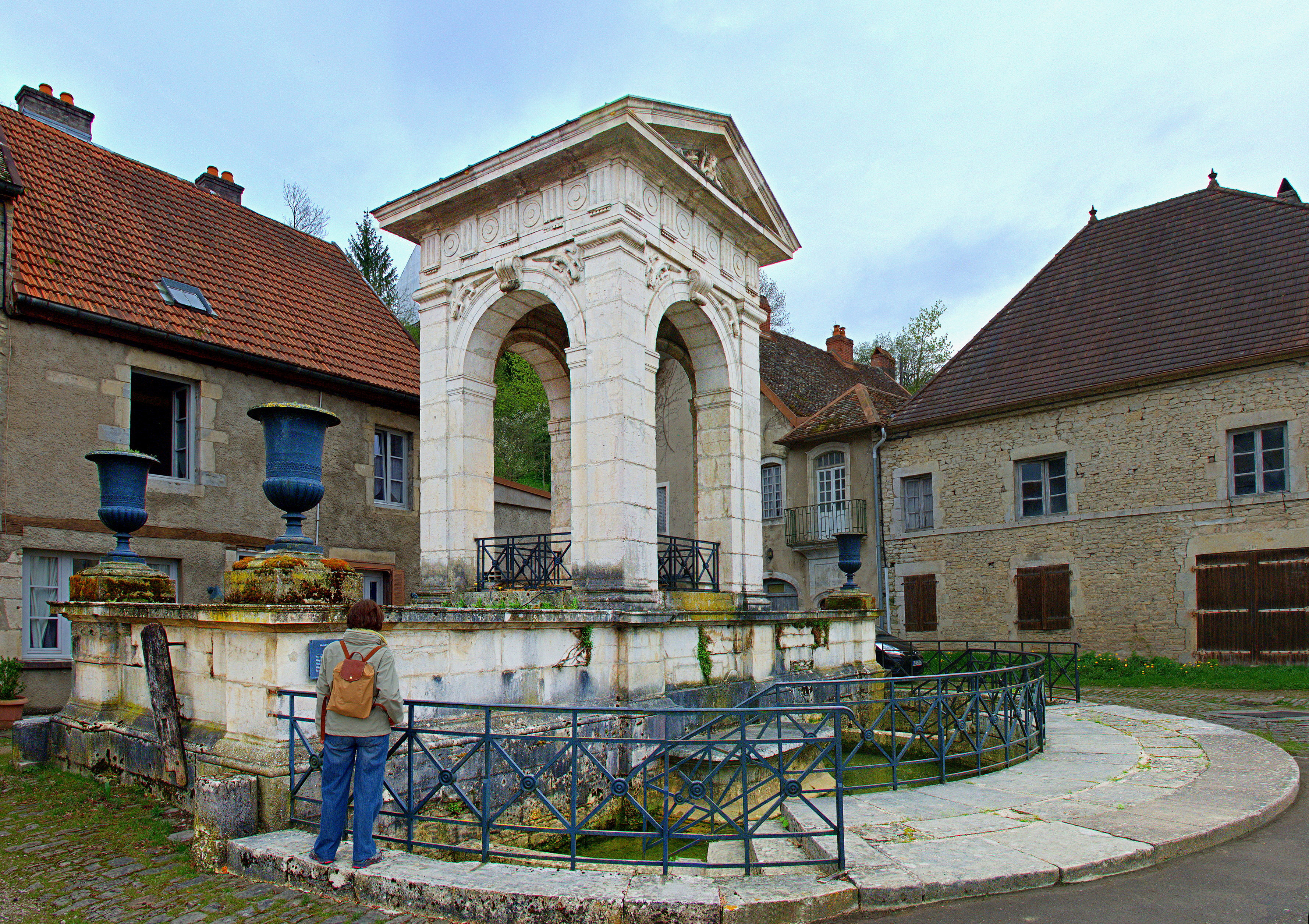
Большой фонтан
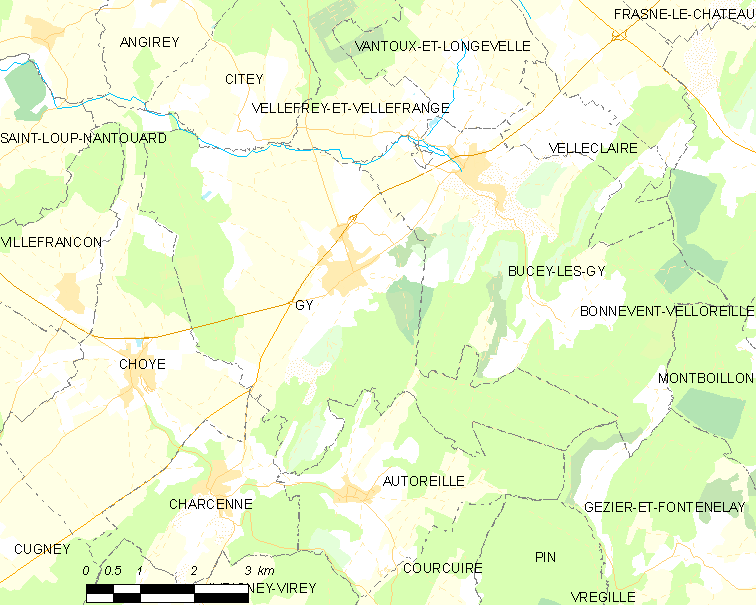
Карта коммуны